# Sébastien Cantini
Sébastien Cantini (Martigues, 31 juli 1987) is een Franse voetballer (verdediger) die sinds 2007 voor de Franse tweedeklasser CS Sedan uitkomt. In het seizoen 2010-2011 werd hij verhuurd aan Vannes OC.